# Fidżyjskie odznaczenia

## Fidżi
| Baretka    | Nazwa polska                                                       | Nazwa angielska                                    | Skrót |
| ---------- | ------------------------------------------------------------------ | -------------------------------------------------- | ----- |
|            | Order Fidżi – Towarzysz (wojskowy)                                 | Order of Fiji – Companion (military)               | CF    |
|            | Order Fidżi – Towarzysz (cywilny)                                  | Order of Fiji – Companion (civil)                  | CF    |
|            | Order Fidżi – Oficer (wojskowy)                                    | Order of Fiji – Officer (military)                 | OF    |
|            | Order Fidżi – Oficer (cywilny)                                     | Order of Fiji – Officer (civil)                    | OF    |
|            | Order Fidżi – Członek (wojskowy)                                   | Order of Fiji – Member (military)                  | MF    |
|            | Order Fidżi – Członek (cywilny)                                    | Order of Fiji – Member (civil)                     | MF    |
|            | Order Fidżi – Medal (wojskowy)                                     | Order of Fiji – Medal (military)                   | MOF   |
|            | Order Fidżi – Medal (cywilny)                                      | Order of Fiji – Medal (civil)                      | MOF   |
|            | Krzyż Prezydencki                                                  | President's Cross                                  | PC    |
|            | Medal Prezydencki                                                  | President's Medal                                  | PM    |
|            | Medal Odwagi                                                       | Bravery Medal                                      | BM    |
|            | Krzyż Wojenny Prezydencki                                          | President's War Cross                              | PWC   |
|            | Krzyż Dzielności                                                   | Cross of Gallantry                                 | CG    |
|            | Medal Dzielności                                                   | Medal of Gallantry                                 | MG    |
|            | Pochwała Bitewna                                                   | Battle Commendation                                |       |
|            | Krzyż Wybitnego Dowodzenia                                         | Distinguished Command Cross                        | DCC   |
|            | Medal Dowodzenia                                                   | Command Medal                                      | CM    |
|            | Pochwała za Przywództwo                                            | Commendation for Leadership                        |       |
|            | Odznaka za Chwalebną Służbę                                        | Meritorious Service Decoration                     | MSD   |
|            | Nagroda za Chwalebną Służbę                                        | Meritorious Service Award                          | MSA   |
|            | Odznaka za Służbę                                                  | Service Decoration                                 | SD    |
|            | Nagroda za Służbę                                                  | Service Award                                      | SA    |
|            | Medal Służby Ogólnej                                               | General Service Medal                              |       |
| w przygot. | Odznaka za Wydajną Służbę                                          | Efficent Service Decoration                        |       |
| w przygot. | Nagroda za Wybitną Służbę                                          | Distinguished Service Award                        |       |
|            | Medal za Długoletnią Służbę i Dobre Zachowanie Więziennictwa Fidżi | Fiji Prisons Long Service and Good Conduct Medal   |       |
|            | Medal Policji Fidżi                                                | Fiji Police Medal                                  |       |
|            | Medal Policji Fidżi za Dzielność                                   | Fiji Police Medal for Gallantry                    |       |
|            | Medal Policji Fidżi za Chwalebną Służbę                            | Fiji Police Medal for Meritorious Service          |       |
| w przygot. | Medal Policji Fidżi za Długoletnią Służbę                          | Fiji Police Long Service Medal                     |       |
| w przygot. | Medal Policji Fidżi za Służbę Zamorską                             | Fiji Police Overseas Service Medal                 |       |
|            | Medal Straży Pożarnej Fidżi za Chwalebną Służbę                    | Fiji Fire Services Meritorius Service Medal        |       |
| w przygot. | Medal Straży Pożarnej Fidżi za Długoletnią Służbę                  | Fiji Fire Services Long Service Medal              |       |
|            | Medal Służby Cywilnej Fidżi                                        | Fiji Civil Service Medal                           |       |
|            | Medal Niepodległości Fidżi (1970)                                  | Fiji Independence Medal (1970)                     |       |
|            | Medal 25-lecia Niepodległości Fidżi (1995)                         | Fiji 25th Anniversary of Independence Medal (1995) |       |
| w przygot. | Medal 50-lecia Niepodległości Fidżi (2020)                         | Fiji 50th Anniversary of Independence Medal (2020) |       |
|            | Medal Republiki Fidżi (wojskowy)                                   | Fiji Republic Medal (military)                     |       |
|            | Medal Republiki Fidżi (cywilny)                                    | Fiji Republic Medal (civil)                        |       |